# Musculi suprahyoidei

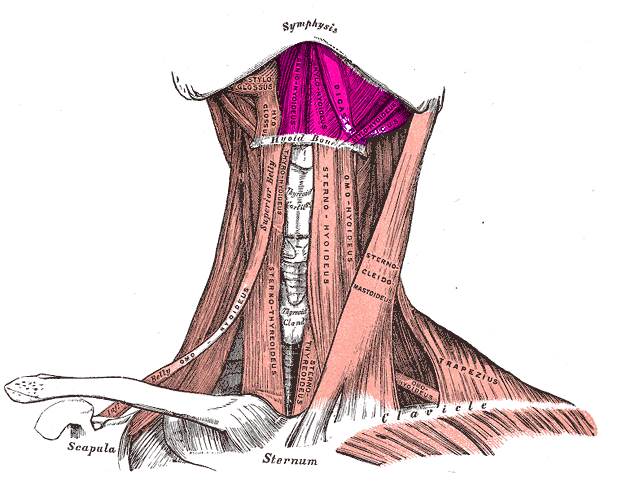
De musculi hyperhyoidici in de nek

De musculi suprahyoidei zijn vier spieren die gemeenschappelijk hebben dat ze het tongbeen (os hyoides) als punt van insertie hebben. Vanaf het tongbeen lopen ze naar de schedel, waardoor ze min of meer boven het tongbeen zitten.

## Functie
De functie van deze spieren is tweevoudig:
- als ze aanspannen, verandert de positie van het tongbeen ten opzichte van de mandibula en de rest van de schedel. Op deze manier kan de positie van de tong veranderen.
- als het tongbeen niet van plaats verandert tijdens het samentrekken, zal de mond geopend worden. De musculi hyperhyoidici trekken de onderkaak dan naar het tongbeen toe.

## Namen
De namen van de musculi suprahyoidei zijn:
- musculus mylohyoideus
- musculus geniohyoideus
- musculus stylohyoideus
- musculus digastricus